# بطولة العالم للاسكواش للناشئين 2012
بطولة العالم للاسكواش للناشئين 2012 للناشئين هي النسخة الرجالية لبطولة العالم للاسكواش للناشئين لعام 2012 والتي تعد بمثابة بطولة العالم الفردية للناشئين للاسكواش. أقيم الحدث في مجمع خليفة الدولي للتنس والاسكواش في الدوحة في قطر في الفترة من 7 إلى 12 يوليو 2012. فاز مروان الشوربجي بلقبه الثاني العالمي للناشئين المفتوح بعد فوزه على محمد أبو الغار في الجولة النهائية.

## التصنيف
1. [1*]  مروان الشوربجي (البطل)
2. [2*]  محمد أبو الغار (الوصيف)
3. [3/4*]  دانيش أطلس خان (النصف النهائي)
4. [3/4*]  مازن هشام صبري (النصف النهائي)
5. [5/8*]  ماهيش مانجاونكار (الربع النهائي)
6. [5/8*]  أولي هولندا (دور 16)
7. [5/8*]  ناصر إقبال (الربع النهائي)
8. [5/8*]  فارس دسوقي (الربع النهائي)
9. [9/12*]  عبد الله التميمي (دور 16)
10. [9/12*]   توماس فورد (دور 16)
11. [9/12*]  أحمد السراج (الربع النهائي)
12. [9/12*]  جان فان دن هيرويغن (دور 16)
13. [13/16*]   أبيشيك برادان (الدور الثالث)
14. [13/16*]  سيد حمزة شاه بخاري (دور 16)
15. [13/16*]   داميان فولاند (الدور الثالث)
16. [13/16*]   أحمد عاطف عبد الفتاح (دور 16)